# Festival du film Nuits noires de Tallinn 2019
Le Festival du film Nuits noires de Tallinn 2019, 23e édition du festival, se déroule du 15 novembre au 1er décembre 2019.

## Déroulement et faits marquants
Andreï Kontchalovski reçoit un prix couronnant sa carrière.
Le 30 novembre 2019, le palmarès est dévoilé : le film japonais Kontora de Anshul Chauhan remporte le Grand Prix.

## Jury
- Michael Newell
- Pivio
- Fabrizio Maltese
- Lisa Carlehed
- Kerem Ayan
- Rima Das

## Sélection

### En compétition officielle
- Kalel, 15 de Jun Robles Jana  Philippines
- Man from Beirut de Christoph Gampl  Allemagne
- Malpaso de Héctor M. Valdez  République dominicaine
- Arracht de Tom Sullivan  Irlande
- When The Moon Was Full (Shabi Ke Maah Kamel Shod) de Narges Abyar  Iran
- Drowsy City de Dung Luong Dinh  Viêt Nam
- Gipsy Queen de Hüseyin Tabak  Allemagne  Autriche
- In the Strange Pursuit of Laura Durand de Dimitris Bavellas  Grèce
- The Coldest Game de Łukasz Kośmicki  Pologne
- Marionette (Marioneta) de Álvaro Curiel de Icaza   Mexique
- Coming Home Again de Wayne Wang  États-Unis
- Muscle de Gerard Johnson  Royaume-Uni
- Lost Lotus (未见莲华) de Liu Shu  Hong Kong
- Dead Volume (Volume Morto) de Kauê Telloli  Brésil
- The Flying Circus de Fatos Berisha  Albanie  Macédoine du Nord
- Girl With No Mouth de Can Evrenol  Turquie
- Fiela's Child de Brett Michael Innes  Afrique du Sud
- Kontora de Anshul Chauhan  Japon
- Golden Voices de Evgeny Ruman  Israël
- Gutterbee de Ulrich Thomsen  Danemark
- Through Black Glass de Konstantin Lopouchanski  Russie

### En compétition premier film
- Mater de Jure Pavlović  Croatie
- Dust and Ashes (축복의 집) de Park Hee-kwon  Corée du Sud
- Stories From the Chestnut Woods de Gregor Božič  Slovénie
- The Names of the Flowers (Los Nombres de las Flores) de Bahman Tavoosi  Bolivie
- Lorni – The Flaneur (Shabi Ke Maah Kamel Shod) de Wanphrang Diengdoh  Inde
- Darkness (Buio) de Emanuela Rossi  Italie
- Finky de Dathai Keane  Irlande
- The Seeker (O Buscador) de Bernardo Barreto  Brésil
- A Dog's Death (La Muerte de un perro) de Matías Ganz  Uruguay  Argentine
- Saul at Night de Cory Santilli  États-Unis
- Obscure de Kunlin Wang  États-Unis  Chine
- Looted de Rene Pannevis  Royaume-Uni
- Isaac de Jurgis Matulevičius  Lituanie  Pologne
- On the Quiet de Zoltán Nagy  Hongrie
- Stay Still de Elisa Mishto  Allemagne
- Tomorrow We Are Free (Morgen Sind Wir Frei) de Hossein Pourseifi  Allemagne
- Dance With Me de Soroush Sehat  Iran
- Supernova de Bartosz Kruhlik  Pologne

### Choix des critiques de Screen International
- Benni (Systemsprenger) de Nora Fingscheidt  Allemagne
- Rocks de Sarah Gavron  Royaume-Uni
- Moffie de Oliver Hermanus  Afrique du Sud  Royaume-Uni
- Deux de Filippo Meneghetti  France  Luxembourg  Belgique
- Bombay Rose de Gitanjali Rao  Inde
- Portrait de la jeune fille en feu de Céline Sciamma  France
- Cat in the Wall de Mina Mileva et Vesela Kazakova  Bulgarie

### Film d'ouverture
- Adam de Maryam Touzani

### Midnight Shivers
- The Wolf Wood (Мысленный волк) de Valeria Gaï Germanica  Russie
- The Lodge de Severin Fiala et Veronika Franz  Royaume-Uni  États-Unis
- Jesus Shows You the Way to the Highway de Miguel Llansó  Espagne  Estonie  Éthiopie
- The Lighthouse de Robert Eggers  États-Unis
- First Love, le dernier yakuza (初恋, Hatsukoi)de Takashi Miike  Japon
- Le Daim de Quentin Dupieux  France
- Golden Glove (Der Goldene Handschuh) de Fatih Akin  Allemagne
- Synchronic de Aaron Moorhead et Justin Benson  États-Unis
- Baskin de Can Evrenol  Turquie
- Happy Times de Michael Mayer  États-Unis
- After Midnight de Jeremy Gardner et Christian Stella  États-Unis

## Palmarès

### En compétition
- Grand Prix : Kontora de Anshul Chauhan
- Meilleur réalisateur : Jun Robles Jana pour Kalel, 15
- Meilleure actrice : Alina Șerban pour son rôle dans Gipsy Queen
- Meilleur acteur : Cavan Clerkin pour son rôle dans Muscle
- Meilleure photographie : Richard Wong pour Coming Home Again
- Meilleur scénario : Evgeny Ruman et Ziv Berkovich Golden Voices
- Meilleure musique : Yuma Koda pour Kontora

### En compétition premier film
- Meilleur premier film : Stories From the Chestnut Woods de Gregor Božič
- Prix spécial du jury (ex-æquo) : The Seeker (O Buscador) de Bernardo Barreto et The Names of the Flowers (Los Nombres de las Flores) de Bahman Tavoosi

### En compétition film balte
- Meilleur film balte : Motherland de Tomas Vengris